# Saison 2 de Smallville
Chronologie
Saison 1 Saison 3
Cet article présente les épisodes de la deuxième saison de la série télévisée américaine Smallville.

## Distribution
- Tom Welling (VF : Tony Marot) : Clark Kent
- Kristin Kreuk (VF : Laura Blanc) : Lana Lang
- Michael Rosenbaum (VF : Damien Ferrette) : Lex Luthor
- Sam Jones III (VF : Alexis Tomassian) : Pete Ross (22 épisodes)
- Allison Mack (VF : Edwige Lemoine) : Chloe Sullivan (22 épisodes)
- John Glover (VF : Pierre Dourlens) : Lionel Luthor (13 épisodes)
- Annette O'Toole (VF : Brigitte Virtudes) : Martha Kent
- John Schneider (VF : Patrick Béthune) : Jonathan Kent

## Acteurs récurrents
- Mitchell Kosterman (en) (VF : Patrick Laplace) : Ethan Miller (7 épisodes)
- Emmanuelle Vaugier (VF : Vanina Pradier) : Helen Bryce (7 épisodes)
- Patrick Cassidy (VF : Guy Chapellier) : Henry Small (6 épisodes)
- Sarah-Jane Redmond (VF : Isabelle Ganz) : Nell Potter (3 épisodes)
- Camille Mitchell (en) (VF : Jocelyne Darche) : Nancy Adams (3 épisodes)
- Terence Stamp (VF : Michel Ruhl) : Voix de Jor-El (2 épisodes)
- Robert Wisden (VF : Mathieu Buscatto) : Gabe Sullivan (2 épisodes)
- Christopher Reeve (VF : Patrick Borg) : Dr Virgil Swann (1 épisode)
- Joe Morton (VF : Jean-Louis Faure) : Dr Steven Hamilton (1 épisode)
- Eric Johnson (VF : Jérôme Pauwels) : Whitney Fordman (1 épisode)
- Tom O'Brien (en) (VF : Jérôme Keen) : Roger Nixon (1 épisode)
- Jill Teed (VF : Josiane Pinson) : Capitaine Maggie Sawyer (1 épisode)

## Épisodes

### Épisode 1:Dans l'œil du cyclone
- États-Unis /  Canada : 24 septembre 2002 sur The WB / Citytv[1]
- France : 22 mars 2003 sur M6

### Épisode 2:Regard de braise
- États-Unis : 1er octobre 2002 sur The WB
- France : 29 mars 2003 sur M6

Krista Allen (VF : Véronique Desmadryl) (Désirée Atkins)

### Épisode 3:Duplicité
- États-Unis : 8 octobre 2002 sur The WB
- France : 5 avril 2003 sur M6

- Cet épisode voit Pete apprendre le secret de Clark : il devient ainsi la deuxième personne de son entourage (si on ne compte pas ses parents et Ryan) à être mis au courant.
- On peut s'étonner du fait que Hamilton ait réussi à emporter le vaisseau compte tenu du fait qu'il est malade et qu'il faut deux personnes pour le transporter.
- Étrangement, Clark utilise ses pouvoirs en public : il les utilise en faisant des paniers chez lui sans surveiller si quelqu'un arrive et disparaît au milieu d'une foule d'étudiants après avoir discuté avec Chloé.

### Épisode 4:Rouge
- États-Unis : 15 octobre 2002 sur The WB
- France : 12 avril 2003 sur M6

Spider-man adopte un comportement similaire lorsqu'il est infecté par le symbiote. Le film Spider-Man 3 met d'ailleurs l'accent sur cet élément du comic.

### Épisode 5:De l'ombre à la lumière
- États-Unis : 22 octobre 2002 sur The WB
- France : 19 avril 2003 sur M6

Sean Faris (VF : Patrick Mancini) (Byron Moore)
- La mère de Clark devient l'assistante personnelle de Lionel Luthor dans cet épisode.
- Lana appelle Clark "l'Homme d'Acier" (ce qui est l'un des surnoms de Superman).

### Épisode 6:Nos plus belles années
- États-Unis : 29 octobre 2002 sur The WB
- France : 26 avril 2003 sur M6

- Lionel n’apparaît pas dans cet épisode.
- Clark annonce qu'il veut devenir journaliste.

### Épisode 7:A.D.N.
- États-Unis : 5 novembre 2002 sur The WB
- France : 26 avril 2003 sur M6

Blair Brown (Rachel Dunleavy)
Une femme nommée Rachel Dunleavy apparaît et est persuadée d'être la mère biologique de Clark. Elle pense qu'il est son fils Lucas, et celui de Lionel Luthor, ainsi que le demi-frère de Lex qu'elle fut obligée de confier à Lionel. De son côté, Clark apprend après une dispute avec Chloé que la fondation qui a permis son adoption a été fondée par Lionel Luthor et qu'elle n'a fait adopter qu'un seul enfant.
Lana pense avoir retrouvé son père biologique, Henry Small, et se confronte à lui, pour découvrir en fin de compte qu'il n'est pas intéressé par elle. En outre, Rachel demande une analyse ADN de Clark pour prouver qu'elle est sa mère ; Clark parvient cependant à remplacer l'échantillon par l'ADN de Pete pour que l'on ne découvre pas sa vraie nature.
Jonathan révèle à Clark qu'il a aidé Lionel à sauver son fils juste après l'avoir trouvé. Dunleavy kidnappe Lex et menace de le tuer si Lionel ne révèle pas la vérité sur l'adoption de Clark, qui arrive malgré tout pour sauver Lex. Rachel découvre ainsi la vraie nature de Clark, et comprend qu'il n'est pas son fils Lucas. Parallèlement, Henry rend visite à Lana au Talon et s'excuse pour son attitude, et accepte également de savoir s'il est vraiment son père ou non.

### Épisode 8:Ryan
- États-Unis : 12 novembre 2002 sur The WB
- France : 3 mai 2003 sur M6

Ryan Kelley (Ryan James)
Ryan, un garçon télépathe qui a été hébergé chez Clark il y a longtemps, lui téléphone pour demander de l'aide : sa tante l'a abandonné après avoir découvert son pouvoir, ayant des problèmes d'argent pour le soigner. Clark sauve Ryan du centre de recherches Summerholt, où le jeune garçon était un sujet d'expérimentation, et le ramène à Smallville.
Entre-temps, Lana apprend que sa tante veut déménager pour Metropolis et elle cherche le moyen de rester à Smallville. Lex parvient à obtenir des papiers d'adoption de Ryan pour les Kent et attaque Summerholt en justice. Ryan dit à Clark qu'il a une tumeur au cerveau, et qu'il n'a que quelques jours à vivre. Clark réussit à trouver un docteur renommé pour l'examiner. 
- Lionel n’apparaît pas dans cet épisode.
- On apprend que Clark a peur de voler.
- Personne ne semble surpris que Clark ait parcouru 600 km en très peu de temps pour contacter le docteur censé prendre Ryan en charge...

### Épisode 9:Dichotomie
- États-Unis : 19 novembre 2002 sur The WB
- France : 3 mai 2003 sur M6

- Jonathan Taylor Thomas (VF : Hervé Grull) : Ian Randall
- Emmanuelle Vaugier (VF : Vanina Pradier) : Dr Helen Bryce
- Robert Wisden (VF : Mathieu Buscatto) : Gabe Sullivan

### Épisode 10:Le Mythe des origines
- États-Unis : 26 novembre 2002 sur The WB
- France : 10 mai 2003 sur M6

Clark tombe dans une mystérieuse grotte située sur le site d'une nouvelle construction de LuthorCorp, où il découvre des symboles dans une langue inconnue, visiblement dessinés par des autochtones. Il y trouve également un emplacement qui correspond à la clé de son vaisseau spatial. Un Amérindien, Joseph Willowbrook, et sa petite-fille Kyla, lui racontent alors une histoire qui reflète la vie de Clark : leur tribu aurait été fondée par un étranger venu du ciel. Clark s'aperçoit bien vite que Kyla est amoureuse de lui mais elle semble cacher quelque chose. 
Les autochtones, avec l'aide de Clark et de Lana, tentent par la suite d’empêcher la destruction des grottes par LuthorCorp. Lex apporte son soutien quand il comprend qu'elles sont liées à la clé octogonale. Pendant ce temps, un mystérieux loup blanc tue involontairement le gardien du terrain et agresse la mère de Clark. De son côté, Chloé apprend que la tribu de Kyla est surnommée les "Hommes-loups" et Clark finit par suspecter Joseph de se transformer afin de se venger de ceux qui portent atteinte à l'intégrité des cavernes.
Lorsque le même loup agresse Lionel, Clark s'interpose, puis le poursuit après que les gardes du corps du manoir lui aient tiré dessus. Il découvre alors que le loup était Kyla depuis le début, et cette dernière succombe à ses blessures.
- En VF Kyla surnomme Clark L'homme d'acier : ce sera l'un de ses surnoms lorsqu'il deviendra Superman.

### Épisode 11:Le Retour du héros
- États-Unis : 14 janvier 2003 sur The WB
- France : 10 mai 2003 sur M6

- Eric Johnson (VF : Jérôme Pauwels) (Whitney Fordman)
- Lizzy Caplan (VF : Véronique Desmadryl) (Tina Greer)
- Emmanuelle Vaugier (VF : Vanina Pradier) (Dr Helen Bryce)

Whitney Fordman, porté disparu pendant 1 mois, est de retour à la surprise générale. Il affirme avoir perdu une partie de sa mémoire dans une embuscade où il a failli perdre la vie. Il tente de renouer avec Lana, ignorant la cassette vidéo qu'elle a envoyé où elle expliquait qu'il valait mieux qu'ils se séparent. Cependant, le comportement de Whitney est très étrange, surtout avec Clark, à qui il conseille fortement de ne plus approcher Lana.
Clark découvre ensuite que Whitney n'est autre que Tina qui s'est échappée : elle était déjà apparue dans la saison 1 et peut changer d'apparence à volonté. Elle veut tout faire pour que Lana l'aime. Elle réussit à maîtriser Clark grâce au collier en kryptonite de Lana et l'enferme dans une cave. Néanmoins, le vaisseau de Clark se met à luire et transforme la kryptonite en une pierre ordinaire, ce qui lui permet de les rejoindre au Talon. Il affronte ensuite Tina dans la cour ; cette dernière est accidentellement transpercée et meurt.
- Lionel n’apparaît pas dans cet épisode.

### Épisode 12:Affaires de famille
- États-Unis : 21 janvier 2003 sur The WB
- France : 17 mai 2003 sur M6

- Paul McGillion
- Colin Cunningham (Nicky)
- Patrick Cassidy (Henry Small)
- Kevin Gage (VF : Sylvain Lemarié) (Pine)
- Byron Mann (VF : Bertrand Liebert) (Kern)
- Jill Teed (Maggie Sawyer)

- Pete et Chloé n'apparaissent pas dans cet épisode.
- C'est la première fois que nous apercevons  le Daily Planet .

### Épisode 13:Suspects
- États-Unis : 28 janvier 2003 sur The WB
- France : 24 mai 2003 sur M6

- Mitchell Kosterman (VF : Patrick Laplace) : Shérif Ethan Miller
- Patrick Cassidy : Henry Small

Lionel subit une mystérieuse tentative d'assassinat au manoir des Luthor, laissant derrière lui une longue liste de suspects avec des motifs différents pour vouloir sa mort. Jonathan, qui est retrouvé inconscient dans son camion avec une bouteille de tequila et un revolver à la main, est arrêté comme le principal suspect. Lionel est alors transporté d'urgence à l’hôpital dans un état critique. Clark essaie d'enquêter pour innocenter son père. Lana essaie de convaincre son père d'être l'avocat de Jonathan pour son procès mais il refuse.
Clark trouve des éléments qui montrent que son père est victime d'un coup monté et commence à suspecter Lex. Pete et lui manquent de se faire tuer en cherchant des preuves. Lex avoue alors à Clark que le meurtrier serait un assistant de son père. Clark se rend au bar où son père aurait été drogué et tombe sur une preuve concernant la véritable identité de l'assassin.

### Épisode 14:Adrénaline
- États-Unis : 4 février 2003 sur The WB
- France : 31 mai 2003 sur M6

Rob LaBelle (Dr Frederick Walden)
- Lionel n’apparaît pas dans cet épisode.

### Épisode 15:Le Fils prodigue
- États-Unis : 11 février 2003 sur The WB
- France : 7 juin 2003 sur M6

Paul Wesley (Lucas Luthor)

### Épisode 16:Agent toxique
- États-Unis : 18 février 2003 sur The WB
- France : 14 juin 2003 sur M6

- Emmanuelle Vaugier (Dr Helen Bryce)
- Michael David Simms (Dr Neil Moore)

- Lionel n’apparaît pas dans cet épisode.

### Épisode 17:Dernier espoir
- États-Unis : 25 février 2003 sur The WB
- France : 21 juin 2003 sur M6

Christopher Reeve (VF : Patrick Borg) (Virgil Swann)
- Virgil Swann est joué par Christopher Reeve, qui a incarné Superman dans plusieurs adaptations cinématographiques du héros, à savoir Superman, Superman 2, Superman 3 et Superman 4.
- Lionel n’apparaît pas dans cet épisode.
- On peut entendre la reprise du thème musical du film Superman à la 32e minute de l'épisode.
- Le titre fait référence à la Pierre de Rosette

### Épisode 18:Le Visiteur
- États-Unis : 15 avril 2003 sur The WB
- France : 28 juin 2003 sur M6

- Emmanuelle Vaugier (Dr Helen Bryce)
- Jeremy Lelliott (Cyrus Krupp)
- Chad Faust (Kyle)

- Lionel n’apparaît pas dans cet épisode.
- Le mot kryptonite est employé pour la première fois dans la série ; le professeur Swann, apparu dans l'épisode précédent, l'a sans doute appris à Clark.
- Cyrus raconte à Clark qu'il a été trouvé par des gens âgés : c'est un clin d'œil au comics où Kal-El est trouvé par des personnes bien plus âgées que dans Smallville.

### Épisode 19:Chevalier servant
- États-Unis : 22 avril 2003 sur The WB
- France : 5 juillet 2003 sur M6

- Emmanuelle Vaugier (Dr Helen Bryce)
- Camille Mitchell (Shérif Nancy Adams)
- Michael Adamthwaite (Andrew Connors)
- Anson Mount (Paul Hayden)

Alors que Lana a été agressée par un étudiant nommé Andy Conners, Clark perd son calme lorsqu'Andy insulte Lana et le blesse. Le nouveau shérif de la ville le condamne alors à des heures de travaux forcés, tandis qu'Andy poursuit les Kent en justice. Clark commence à remettre en question ses compétences. De son côté, Lana apprend à se défendre elle-même grâce à Lex. Pendant ce temps, Helen reçoit la visite de Paul, son ex-petit ami lorsqu'elle était à la faculté de médecine, mais Lex soupçonne quelque chose. 
- Lionel n’apparaît pas dans cet épisode.
- Cet épisode marque l'apparition du shérif Nancy Adams, qui remplace Ethan (ce dernier a été arrêté dans l'épisode 13 Suspects).

### Épisode 20:À force égale
- États-Unis : 29 avril 2003 sur The WB
- France : 12 juillet 2003 sur M6

- Patrick Cassidy (Henry Small)
- Camille Mitchell (Shérif Nancy Adams)
- Zachery Ty Bryan (VF : Mark Lesser) (Eric Marsh)

Un groupe de voleurs s'empare d'un van de LuthorCorp et vole une cargaison de briques raffinées de météorites vertes. Clark arrive sur les lieux, mais ne peut rien contre les malfaiteurs. De son côté, Lex enquête sur le contenu du van, car il soupçonne son père de recommencer ses expériences à Smallville. Clark s’intéresse à un membre de l'équipe de baseball qui affiche des capacités impressionnantes depuis son accident dans un labo de chimie; il le suit jusqu'à une fonderie où le groupe de malfaiteurs fabrique de la kryptonite liquide et l'inhale, ce qui leur donne une force surhumaine. Ils arrivent alors à maîtriser Clark et l'enferment dans le four.
- Le scénario de cet épisode est similaire à celui du film Superman 2, où trois criminels échappés de la Zone Fantôme donnent également du fil à retordre à Superman.
- Cet épisode marque également la première rencontre entre Chloé et Lionel.

### Épisode 21:Accélération
- États-Unis : 6 mai 2003 sur The WB
- France : 19 juillet 2003 sur M6

Jodelle Ferland (Emily Dinsmore)

### Épisode 22:Le grand jour approche
- États-Unis : 13 mai 2003 sur The WB
- France : 26 juillet 2003 sur M6

- Terence Stamp (Voix de Jor-El en VO; VF : Michel Ruhl)
- Emmanuelle Vaugier (Dr Helen Bryce)
- Rob La Belle (Dr Frederick Walden)

- Lana et Clark s'embrassent pour la première fois dans leur état normal.
- On peut entendre une reprise du thème principal lorsque Clark entend la voix de Jor-El pour la première fois.

### Épisode 23:L'Exil
- États-Unis : 20 mai 2003 sur The WB
- France : 2 août 2003 sur M6

Terence Stamp (Voix de Jor-El en VO; VF : Michel Ruhl)
- On revoit brièvement le collier que portait Lana dans la saison précédente.
- C'est au tour de Pete de partager une scène avec Lionel : même s'il surjoue pour détourner son attention, on peut voir la haine qu'éprouve le jeune homme.
- Après l'explosion du vaisseau, Clark se retrouve avec la chemise lacérée, mais on ne voit pas la marque que Jor-El lui a apposée au début de l'épisode.
- On peut relier la fausse couche de Martha Kent avec la destruction du vaisseau : celui-ci disparaît, tout comme ce qu'il a offert.